# Dwerghoningvogel
De dwerghoningvogel (Dicaeum pygmaeum) is een vogelsoort uit de familie van de dicaeidae (bastaardhoningvogels).

## Verspreiding
De dwerghoningvogel komt alleen voor in de Filipijnen.

## Ondersoorten
Van de dwerghoningvogel zijn de volgende vijf ondersoorten bekend:
- D. p. davao: de zuidelijke Filipijnen
- D. p. fugaense: Calayan en Fuga
- D. p. palawanorum: de westelijke Filipijnen
- D. p. pygmaeum: de noordelijke en centrale Filipijnen.
- D. p. salomonseni: noordwestelijk Luzon.

## Galerij

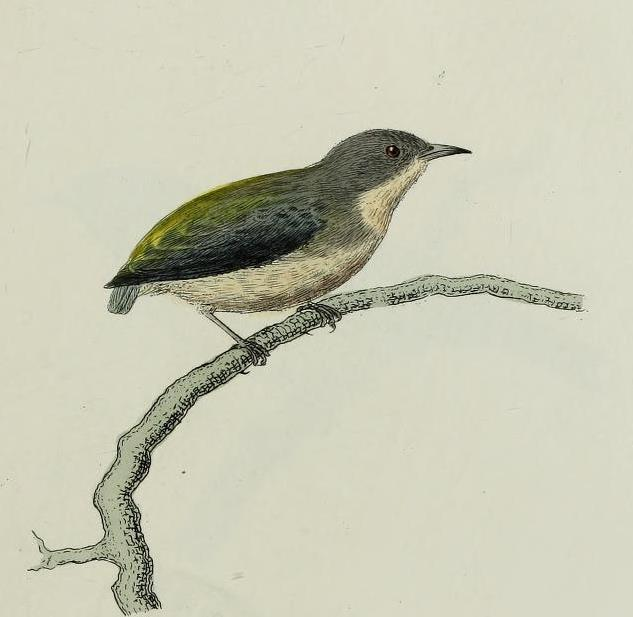